# Орден Оранских-Нассау
Орден Оранских-Нассау (нидерл. Orde van Oranje-Nassau) — орден Нидерландов, вручаемый монархом (королём либо королевой) Нидерландов за особые заслуги перед государством. Орденом могут быть награждены также иностранцы и постоянно проживающие за рубежом граждане Нидерландов.

## История
Орденом впервые стали награждать в 1892 году. Гроссмейстером его является король (либо королева) Нидерландов. В 1841 году король Нидерландов и великий герцог Люксембурга Вильгельм II создаёт орден Дубовой короны для великого герцогства. Хотя это был люксембургский орден но, так как герцогство находилось в личной унии с Нидерландами, этим орденом стали награждать и жителей Нидерландов, а также работавших в этой стране иностранных дипломатов. После смерти сына Вильгельма II, короля и великого герцога Вильгельма III в 1890 году, на нидерландский трон взошла малолетняя королева Вильгельмина, при которой регентом была её мать, королева Эмма. В связи с действовавшим в Люксембурге Салическим законом, Lex Salica, в этой стране тогда не могла править женщина, и власть над великим герцогством унаследовал представитель другой линии Нассауского дома, герцог Адольф I, и Люксембург становится независимым государством. В связи с этим «орден Дубовой короны» уже не мог использоваться для награждения в Нидерландах, и 4 апреля 1892 года королева Вильгельмина основывает «орден Оранских-Нассау».

## Степени
До 1996 года орден был разделён на 5 классов, также при награждении использовались почётные медали трёх видов: из золота, серебра и бронзы. Получившие почётные медали, впрочем, не считались членами ордена.
| Планки ордена до реформы 1996 года | Планки ордена до реформы 1996 года | Планки ордена до реформы 1996 года |
| ---------------------------------- | ---------------------------------- | ---------------------------------- |
| Большой крест                      | Гранд-офицер                       | Командор                           |
| Офицер                             | Рыцарь                             |                                    |
| Золотая медаль                     | Серебряная медаль                  | Бронзовая медаль                   |

В 1996 году была проведена реформа ордена и в статут были внесены изменения — почётные медали были выведены, а орден разделён на 6 классов:
| Планки ордена после реформы 1996 года | Планки ордена после реформы 1996 года | Планки ордена после реформы 1996 года |
| ------------------------------------- | ------------------------------------- | ------------------------------------- |
| Большой крест                         | Гранд-офицер                          | Командор                              |
| Офицер                                | Рыцарь                                | Член                                  |

## Орденский знак
Орденский знак представляет собой покрытый белой и синей эмалью золотой мальтийский крест, концы которого украшены золотыми шариками. В центре креста находится эмалированный медальон с нидерландский геральдическим львом (на синем поле усеянном золотыми гонтами золотой коронованный лев с пучком стрел в одной лапе и мечом в другой), окружённым сделанной золотом надписью «JE MAINTIENDRAI». Между перекладинами креста находится золотой лавровый венок. У орденов, вручаемых за военные заслуги, вместо лаврового венка присутствуют 2 скрещённых меча.
Реверс знака подобен аверсу, за исключением центрального медальона в котором на синем эмалевом фоне золотая коронованная монограмма «W» (королевы Вильгельмины), а по канту идёт надпись «God Zij Met Ons» (С нами Бог).
Орденская лента оранжевого цвета, с синей и узкой белой полосами по краям. Величина ордена и ленты зависят от класса. Чем он выше — тем крупнее орденский знак и шире орденская лента. Награждаемые орденами классов «Большого креста» и «Старший офицер» одновременно получают и нагрудную звезду. Для всех классов предусмотрено также исполнение для награждаемых-женщин.